# Свазиленд на летних Олимпийских играх 2000
Свазиленд принимал участие в Летних Олимпийских играх 2000 года в Сиднее (Австралия) в шестой раз за свою историю, но не завоевал ни одной медали.

## Состав олимпийской сборной Свазиленда

### Плавание
Спортсменов — 2
В следующий раунд на каждой дистанции проходили лучшие спортсмены по времени, независимо от места занятого в своём заплыве.
Мужчины
| Спортсмен     | Соревнование | Предварительные заплывы | Предварительные заплывы | Полуфиналы | Полуфиналы | Финал     | Финал     |
| Спортсмен     | Соревнование | Результат               | Место                   | Результат  | Место      | Результат | Место     |
| ------------- | ------------ | ----------------------- | ----------------------- | ---------- | ---------- | --------- | --------- |
| Викус Нинабер | 100 м брасс  | 1:04,98                 | 47                      | Не прошёл  | Не прошёл  | Не прошёл | Не прошёл |

Женщины
| Спортсменка      | Соревнование      | Предварительные заплывы | Предварительные заплывы | Полуфиналы | Полуфиналы | Финал     | Финал     |
| Спортсменка      | Соревнование      | Результат               | Место                   | Результат  | Место      | Результат | Место     |
| ---------------- | ----------------- | ----------------------- | ----------------------- | ---------- | ---------- | --------- | --------- |
| Лиза де ла Мотте | 100 м баттерфляем | 1:06,70                 | 45                      | Не прошла  | Не прошла  | Не прошла | Не прошла |